# Grup de la kieserita
El grup de la kiserita és un grup minerals sulfats hidratats de metalls que cristal·litzen en el sistema monoclínic. Els minerals d'aquest grup tenen una fórmula química que segueix el patró M2+SO₄·H₂O, on M potser magnesi, manganès, ferro, cobalt, níquel o zinc. El grup també inclou la serrabrancaïta, un fosfat de manganès(III). Es coneixen dos fosfats sintètics, de Fe(III) i V(III), que en podrien formar part si es trobessin en estat natural. La poitevinita, que cristal·litza en el sistema triclínic, i la voudourisita, que conté cadmi, són minerals estretament relacionats amb aquest grup.
El grup està format per aquestes vuit espècies:
| Espècie         | Fórmula     |
| --------------- | ----------- |
| Cobaltkieserita | CoSO₄·H₂O   |
| Dwornikita      | NiSO₄·H₂O   |
| Ermeloïta       | Al(PO₄)·H₂O |
| Gunningita      | ZnSO₄·H₂O   |
| Kieserita       | MgSO₄·H₂O   |
| Serrabrancaïta  | MnPO₄·H₂O   |
| Szmikita        | MnSO₄·H₂O   |
| Szomolnokita    | FeSO₄·H₂O   |